# Isabelle Caro
Isabelle Caro (Marsella, 9 de setembre de 1980 - París, 17 de novembre de 2010) fou una model i actriu occitana, malalta d'anorèxia, coneguda després d'aparèixer en una controvertida campanya publicitària on mostrava els efectes de la malaltia, feta pel fotògraf Oliviero Toscani.
Caro va néixer a Marsella el 9 de setembre de 1980, i patí d'anorèxia nerviosa severa des dels tretze anys. La seva anorèxia es devia al que ella anomenava "una infància problemàtica". Quan va aparèixer a la sèrie televisiva The Insider de la CBS, es va revelar que en el seu pitjor estat va arribar a pesar tan sols 25 kg. amb una alçada d'1,65 metres. El seu darrer pes mesurat fou 42 kg., segons assenyalà la model a inicis del 2010.
Aparegué l'11 de març de 2008 al programa Supersize vs. Superskinny de Channel 4, on va parlar amb la periodista Anna Richardson sobre la seva anorèxia.
Fou hospitalitzada per primera vegada quan tenia vint anys. La pitjor vegada fou en el 2006, quan va entrar en coma arran dels seus 25 kg. de pes. El metge pronosticà que no sobreviuria al coma, però ho va fer.
També fou entrevistada en el segon episodi de la sèrie de televisió documental, The Price of Beauty, en el qual Jessica Simpson i els seus dos millors amics, Ken Pavés i CaCee Cobb, viatjaven per tot el món per explorar el significat de la veritable bellesa. Jessica investigava el perquè algunes models femenines s'obsessionaven a ser primes en la recerca de l'excel·lència del cànon estètic. Caro va parlar de com va arribar a l'anorèxia i advertí a la resta de noies de la malaltia. Jessica afegí: "El que estàs fent ara et fa ser més bonica i espero que dones d'arreu del món escoltin la teva història i entenguin que ser tant primes com tu no les farà més guapes". L'episodi va ser enregistrat íntegrament a França, i emès el 22 de març de 2010 als Estats Units i el 21 d'agost al Japó.
Morí el 17 de novembre de 2010 a París, als 30 anys, per complicacions pulmonars relacionades amb la seva anorèxia. La seva família, així com el seu amic i cantant suís Vincent Bigler, informaren de la mort a la premsa el 29 de desembre de 2010.